# Ворвик Дејвис
Ворвик Дејвис (енгл. Warwick Davis; Сари, 3. фебруар 1970) енглески је глумац најпознатији по насловним улогама у првих шест филмова из филмског хорор серијала Леприкон, као и епској фантастици Вилоу. Познат је и по улогама професора Филијуса Флитвика у серијалу Хари Потер, као и 
Викета Варика у серијалу Ратови звезда. За улогу у филму Вилоу био је номинован за Награду Сатурн за најбољег младог глумца/глумицу.
Водитељ је емисија Celebrity Squares (2014–2015) и Tenable (2016–садашњност). Године 2010. Дејвис је објавио своју аутобиографију под насловом Величина битна није: Изванредан живот и каријера Ворвика Дејвиса за коју је предговор написао Џорџ Лукас.

## Биографија
Дејвис је рођен у Епсому, у грофовији Сари, као старији син Сузан Пејн и Ешлија Дејвиса. Има млађу сестру. Похађао је школу у Тадворту, а касније и у Лондону. Рођен је са спондилоепифизно-конгенитном диспазијом, веома ретким обликом дварфизма. Висок је 107 cm.
Када му је било 11 година, Дејвисова бака је чула рекламу на радију, која позива све људе ниже од 120 cm да се пријаве на аудицију за филм Звездани ратови — епизода VI: Поврaтак џедаја. За Дејвиса, који је био ватрени обожавалац Ратова звезда, то је било „остварење сна”. Дејвис се бавио прикупљањем акционих фигура из Ратова звезда, а током снимања Повратка џедаја Марк Хамил му је купио све преостале фигуре које није имао.
Дејвисова супруга, Саманта (девојачко Бароуз), такође болује од дварфизма, али од знатно чешћег облика, ахондроплазије. Пошто Саманта и Ворвик болују од два различита облика дварфима, њихова два најстарија сина, Џорџ и Лојд, преминули су убрзо након порођаја, због наслеђивања комбинације оба облика која се испоставила као смртоносна. Пар има и ћерку Анабелу, која се појавила у неколико филмова са оцем, и најмлађег сина Харисона. Обоје су наследили Ворвиков облик дварфизма.
Један је од оснивача добротворне организације Мали људи Уједињеног Краљевства, која има за циљ да помогне људима оболелим од дварфизма, као и њиховим породицама.

## Каријера
Каријеру је започео 1982. улогом Викета Варика у филму Звездани ратови — епизода VI: Поврaтак џедаја. Исту улогу поновио је и у неколико телевизијских филмова који су снимани у наредне 2 године. 1988. остао је запажен по главној улози у филму Вилоу.
1993. тумачио је главног антагонисту у хорор филму Леприкон, док је главну протагонисткињу тумачила Џенифер Анистон. Наставио је да се појављује у истој улози и у наредних 5 наставака, да би код снимања 7. дела напустио серијал, пошто је прича кренула у другом правцу. 2001. добио је улогу професора Филијуса Флитвика у филму Хари Потер и камен мудрости.
У периоду 2000-их и 2010-их наставио је са појављивањем у трилогијама преднаставака и наставака Ратова звезда, тумачивши различите улоге, као и у наставцима Харија Потера и Леприкона. Појављивао се и у филмовима ван наведених серијала, а опробао се и у водитељској каријери.
Тренутно ради на ТВ серији која ће представљати наставак филма Вилоу.

## Филмографија
| Улоге Ворвика Дејвиса |                                                 |               |                          |                       |
| Година                | Српски назив                                    | Изворни назив | Улога                    | Напомена              |
| 1983                  | Звездани ратови — епизода VI: Поврaтак џедаја   |               | Викет Варик              |                       |
| 1984                  | Караван храбрости: Авантуре евокса              |               | Викет Варик              |                       |
| 1984                  | Евокси: Битка за Ендор                          |               | Викет Варик              |                       |
| 1986                  | Лавиринт                                        |               | Гоблин Корпс             |                       |
| 1988                  | Вилоу                                           |               | Вилоу Афгуд              | Награда Сатурн (ном.) |
| 1989                  | Летописи Нарније: Принц Каспијан                |               | Рипичип                  |                       |
| 1990                  | Летописи Нарније: Сребрна столица               |               | Глимфедер                |                       |
| 1991                  | Зоро                                            |               | Дон Алфонсо              | ТВ серија             |
| 1993                  | Леприкон                                        |               | Леприкон                 |                       |
| 1994                  | Леприкон 2                                      |               | Леприкон                 |                       |
| 1995                  | Леприкон 3                                      |               | Леприкон                 |                       |
| 1996                  | Леприкон 4: У свемиру                           |               | Леприкон                 |                       |
| 1996                  | Гуливерова путовања                             |               | Грилдриг                 |                       |
| 1999                  | Звездани ратови — епизода I: Фантомска претња   |               | Јода / Визел / Валд      |                       |
| 1999                  | Нове авантуре Пинокија                          |               | патуљак / цврчак         |                       |
| 2000                  | Десето краљевство                               |               | Акорн                    |                       |
| 2000                  | Леприкон 5: У гету                              |               | Леприкон                 |                       |
| 2001                  | Снежана: Најлепша од свих                       |               | „Субота”                 |                       |
| 2001                  | Хари Потер и камен мудрости                     |               | професор Филијус Флитвик |                       |
| 2002                  | Хари Потер и Дворана тајни                      |               | професор Филијус Флитвик |                       |
| 2003                  | Леприкон 6: Повратак у гето                     |               | Леприкон                 |                       |
| 2004                  | Реј                                             |               | Оберон                   |                       |
| 2004                  | Хари Потер и затвореник из Аскабана             |               | професор Филијус Флитвик |                       |
| 2005                  | Аутостоперски водич кроз галаксију              |               | андроид Марвин           |                       |
| 2005                  | Хари Потер и Ватрени пехар                      |               | професор Филијус Флитвик |                       |
| 2007                  | Хари Потер и Ред феникса                        |               | професор Филијус Флитвик |                       |
| 2008                  | Летописи Нарније: Принц Каспијан                |               | Никабрик                 |                       |
| 2009                  | Хари Потер и Полукрвни Принц                    |               | професор Филијус Флитвик |                       |
| 2010                  | Хари Потер и реликвије Смрти: Први део          |               | Грипхук                  |                       |
| 2011                  | Хари Потер и реликвије Смрти: Други део         |               | професор Филијус Флитвик |                       |
| 2013                  | Доктор Ху                                       |               | Пориџ                    | ТВ серија             |
| 2013                  | Топ гир                                         |               | самог себе               | ТВ серија             |
| 2015                  | Звездани ратови — епизода VII: Буђење силе      |               | Воливан                  |                       |
| 2016                  | Одметник 1: Прича Ратова звезда                 |               | Витфит Сајуби            |                       |
| 2016                  | Џонатан Крик                                    |               | Вендел Вилки             | ТВ серија             |
| 2017                  | Звездани ратови — епизода VIII: Последњи џедаји |               | Водибин / Там            |                       |
| 2017                  | Бритиш ервејз                                   |               | самог себе               | сигурносни видео      |
| 2017—2018             | Ратови звезда: Побуњеници                       |               | Рук                      | ТВ серија             |
| 2018                  | Соло: Прича из Звезданих ратова                 |               | Визел                    |                       |
| 2019                  | Грдана: Господарица зла                         |               | Ликспитл                 |                       |
| 2019                  | Звездани ратови — епизода IX: Успон Скајвокера  |               | Викет Варик              |                       |
| 2022                  | Вилоу                                           |               | Вилоу Афгуд              | ТВ серија             |